# 정채호
정채호(1949년 3월 13일~)는 대한민국의 정치인이다. 제7대 여천시장을 역임하였다. 마지막 여천시장이다. 여천시는 이후 여천군과 함께 1998년 4월 1일 여수시에 통합되었다.

## 역대 선거 결과
| 실시년도 | 선거      | 대수 | 직책 | 선거구      | 정당   | 득표수   | 득표율          | 순위 | 당락 | 비고 |
| -------- | --------- | ---- | ---- | ----------- | ------ | -------- | --------------- | ---- | ---- | ---- |
| 1995년   | 지방 선거 | 7대  | 시장 | 전남 여천시 | 민주당 | 15,192표 | \| \| 43.05% \| | 1위  |      | 초선 |
|          | 43.05%    |      |      |             |        |          |                 |      |      |      |

## 같이 보기
- 여수시장
- 여천군수

| 전임 이종무 | 제7대 전라남도 여천시장 1995년 7월 1일~1998년 3월 31일 | 후임 (여수시에 통합) 김광현 |